# Qoqaarissorsuaq
Qoqaarissorsuaq är en ö i Grönland (Kungariket Danmark).   Den ligger i kommunen Qaasuitsup, i den västra delen av Grönland, 1 000 km norr om huvudstaden Nuuk. Arean är 49 kvadratkilometer.
Terrängen på Qoqaarissorsuaq är lite kuperad. Öns högsta punkt är 591 meter över havet. Den sträcker sig 10,2 kilometer i nord-sydlig riktning, och 7,2 kilometer i öst-västlig riktning.